# U.D. Leiria
- Bản hợp đồng của các cầu thủ U D Leiria

União Desportiva de Leiria, thường được gọi là Unĩao de Leira (phát âm là [uni ' ἕw di lɘj' rie]), là một câu lạc bộ bóng đá Bồ Đào Nha có trụ sở tại Leiria, miền trung Bồ Đào Nha. Được thành lập vào ngày 6 tháng 6 năm 1966, hiện tại nó chơi ở Campeonato de Bồ Đào Nha, tổ chức các trận đấu tại nhà tại Estάdio Dr. Magalhães Pessoa, với sức chứa 24.000 chỗ ngồi.

## Lịch sử
Các đối thủ lớn nhất của Leiria ở Bồ Đào Nha là SC Beira-Mar, Associação Naval 1 de Maio và Académide de Coimbra, thuộc cùng một khu vực địa lý. Năm 1979-80, câu lạc bộ lần đầu tiên thi đấu ở giải hạng nhất, kết thúc ở vị trí thứ 13 và là đội đầu tiên trong khu vực xuống hạng.
- Một đối thủ nặng ký trong cuộc chiến để đạt được các cuộc thi ở châu Âu vào những năm 2000, câu lạc bộ đã bị rớt hạng vào năm 2007-08 đến năm thứ hai, sau khi kết thúc lần cuối. Đội sẽ ngay lập tức được thăng hạng trở lại, đứng thứ hai sau nhà vô địch SC Olhanense.
- Mùa 2011-12 sống trong những khó khăn tài chính nghiêm trọng, với đội hình không được trả lương trong vài tháng, vì ba động thái huấn luyện cũng xảy ra trong chiến dịch và chủ tịch João Bartolomeu từ chức trong số các cáo buộc về sự khéo léo đối với người chơi. Vào ngày 29 tháng 4 năm 2012, sau khi hầu hết các đội bị hủy bỏ hợp đồng, chỉ có tám cầu thủ đã ra sân cho trận đấu trên sân nhà trước CD Feirense trong trận thua 0 sân nhà cuối cùng. Đội bóng đã chơi hai trận đấu gần nhất, chống lại SL Benfica và CD Nacional, với một đội hoàn chỉnh, nhưng ba người chơi đến từ các đàn em.

Sau khi không đáp ứng được thời hạn cuối cùng để ký hợp đồng với đội hai, Leiria dã tự động xuống hạng thứ ba. Bị choáng ngợp với nhiệm vụ xây dựng lại một đội hình từ đầu, tổ chức đã thuê một số cầu thủ trong nỗ lực trở lại với các chuyên gia, khi một đội cao cấp thứ hai cũng bắt đầu thi đấu ở giải đấu khu vực Leiria, được huấn luyện bởi cựu cầu thủ câu lạc bộ Lúis Bilro. Vào ngày 28 thán 6 năm 2013, UD Leiria SAD bị tuyên bố phá sản trong một cuộc họp của các chủ nợ của mình, trong đó yêu cầu thanh toán khoảng nợ nên tới 13,5 triệu euro, trong đó nhà nước Bồ Đào Nha kiêng khem đòi nợ hơn 3,6 triệu euro. Đội bóng cao cấp thứ hai tham dự giải đấu khu vực đã thay thế SAD bằng cách mua bản quyền thể thao của anh ấy với giá 1.000, với câu lạc bộ trở lại Estádio tiến sĩ Magalhaxes Pessoa sau khi chơi các trận đấu trên sân nhà của họ ở hai mùa khác.
Vào tháng 2 năm 2015, tại một hội nghị chung bất thường, UD Leiria sẽ bỏ phiếu cho việc tạo ra một SAD khác, mở ra cánh cửa cho sự xuất hiện của Alexander Tolstikov, người sau João Bartolomeu sẽ trở thành ''Chúa tể''mới của Leiria. Câu lạc bộ đã có SAD từ năm 1999 đến năm 2013, đã bị dập tắt khi đối mặt với giá trị nợ cao. Vốn cổ phần ban đầu của SAD được sở hữu 40% bởi UD Leiria và 60% thuộc sở hữu của DS Investment LLP, trong đó Alexander Tolstikov là một trong những người chịu trách nghiệm. Do đó, DS Investment bắt đầu kiểm soát đội bóng đá chính và cả đội bóng thiếu niên.
Hiện tại, câu lạc bộ đang thi đấu Giải vô địch cấp cao quốc gia (Giải hạng ba quốc gia)

## Đội hình hiện tại
Kể từ ngày 23 tháng 10 năm 2018
Lưu ý; Cờ cho biết đội tuyển quốc gia như được xác định theo quy tắc đủ điều kiện của FIFA. Người chơi có thể có nhiều quốc tịch không thuộc FIFA.